# Wish I Was Here
Wish I Was Here is een Amerikaanse komische dramafilm uit 2014 onder regie van Zach Braff. De film ging in première op 18 januari op het Sundance Film Festival. Het scenario werd geschreven door Zach Braff samen met zijn broer Adam en Zach Braff neemt zelf de hoofdrol voor zijn rekening.

## Verhaal
Adrian Bloom (Zach Braff) is een 35-jarige werkeloze acteur en vader die nog steeds een doel zoekt in zijn leven. Wanneer zijn vader kanker krijgt, kan deze de privéschool voor Adrians twee kinderen niet meer betalen. Omdat de enige beschikbare publieke school op zijn laatste benen loopt, besluit Adrian zijn kinderen zelf thuis les te geven.

## Rolverdeling
| Acteur         | Personage    |
| -------------- | ------------ |
| Zach Braff     | Adrian Bloom |
| Kate Hudson    | Sarah Bloom  |
| Joey King      | Grace Bloom  |
| Pierce Gagnon  | Tucker Bloom |
| Mandy Patinkin | Gabe Bloom   |
| Josh Gad       | Noah Bloom   |
| Ashley Greene  | Janine       |
| Jim Parsons    | Paul         |
| Donald Faison  | Anthony      |
| Phill Lewis    | Nerd         |

## Soundtrack
De soundtrack bevat originele songs van The Shins en Bon Iver en de titeltrack werd geschreven door Coldplay en gebracht door Cat Power.
1. "So Now What" - The Shins
2. "Broke Window" - Gary Jules
3. "The Mute" - Radical Face
4. "Cherry Wine" (Live) - Hozier
5. "Holocene" - Bon Iver
6. "The Shining" - Badly Drawn Boy
7. "Mexico" - Jump Little Children
8. "Wish I Was Here" - Cat Power & Coldplay
9. "Wait It Out" - Allie Moss
10. "The Obvious Child" - Paul Simon
11. "Breathe In" - Japanese Wallpaper featuring Wafia
12. "Heavenly Father" - Bon Iver
13. "Raven's Song" - Aaron Embry
14. "Mend" - The Weepies
15. "No One to Let You Down" - The Head and the Heart

## Productie
Zach Braff was tien jaar bezig met de financiering van de film en omdat geen van de filmstudio’s in Amerika interesse had voor de film, werd het nodige geld bijeen gebracht door middel van crowdfunding. Het filmen begon in Los Angeles op 5 augustus 2013 en nam 25 dagen in beslag. De film ontving gemengde kritieken, zowel van de critici als van de toeschouwers.